# Internacional de Bombay
El Internacional de Bombay fue un torneo de snooker, profesional y de invitación, que se celebró en el Bombay Gymkhana de la ciudad india de Bombay. Apenas se disputaron dos ediciones: John Spencer ganó la de 1979 y John Virgo se proclamó campeón de la de 1980.

## Historia

### Ganadores
| Año  | Ganador      | Resultado          | Subcampeón     | Referencias |
| ---- | ------------ | ------------------ | -------------- | ----------- |
| 1979 | John Spencer | todos contra todos | Dennis Taylor  | [ 1 ]       |
| 1980 | John Virgo   | 13-7               | Cliff Thorburn | [ 1 ]       |